# Großer Kessel
Koordinaten: 50° 3′ N, 17° 14′ O

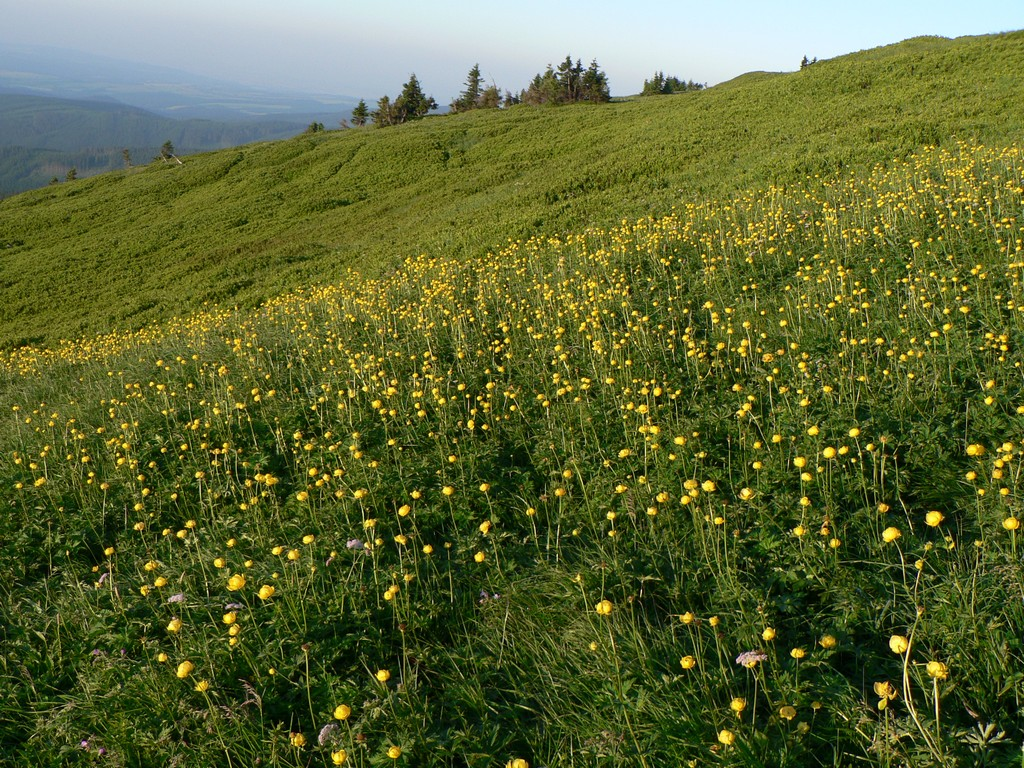
Der Große Kessel

Der Große Kessel (Tschechisch, gleichbedeutend: Velká kotlina, auch Velký kotel) ist ein eiszeitliches Gletscherbecken im Altvatergebirge, das für seine reiche Botanik bekannt ist. Im Volksmund der bis 1945–46 in der Region ansässigen Deutsch-Mährer heißt der Große Kessel „Altvaters Kräutergarten“. Das Gebiet ist Teil des Naturschutzgebiets Praděd.

## Zugang
Ein Naturlehrpfad, dessen Anfang sich in Karlsdorf (Karlov pod Pradědem) befindet, folgt der blauen Markierung und endet bei der Schäferei (Ovčárná) am Peterstein (Petrovy kameny). Der Lehrpfad wurde 1971 gebaut und hat 6 Stationen in Form von Informationstafeln mit Informationen über Fauna und Flora. Informationsmaterial der Verwaltung des Naturschutzgebietes Jeseníky weist darauf hin, dass der Eintritt in das Große Becken außerhalb des Lehrpfades nicht möglich ist.

## Geomorphologie
Das 400 m tiefe Kar liegt am östlichen Abfall des Hauptkamms des Altvatergebirges, der sich hier von Nordost nach Südwest von der Hohen Heide (Vysoká hole) über den Heiligenhübl (Kamzičník) zum Großen Maiberg (Velký Máj) erstreckt. Im Großen Kessel entspringt die Mohra (Moravice).

## Botanik
Die Velká kotlina ist bekannt als der reichste botanische Standort in der Tschechischen Republik und einer der reichsten Standorte in Mitteleuropa – hier wachsen etwa 350 Arten von Pflanzen, von welchen viele gefährdet sind. Unter den bemerkenswerten Pflanzen des Kessels ist die Trollblume am häufigsten. Im unteren Bereich des Kessels findet sich Wald-Storchschnabel. Zu den weiteren bemerkenswerten Arten zählen der Frühlingsenzian, das Berghähnchen, das Ferkelkraut, der österreichische Gamswurz, das orangerote Habichtskraut, der Eisenhut, der gelbe gelbe Fingerhut, die Türkenbundlilie und das Sudeten-Stiefmütterchen. Bei einer botanischen Untersuchung im Juli 2022 wurde an den unzugänglichen Stellen des Großen Kessels die Haarstielige Segge nachgewiesen, die hier als ausgestorben galt, und die Schwarze Zwergmispel.

## Fauna
Die seltenen Pflanzen sind durch die Beweidung durch die Gams bedroht, die hier nicht heimisch ist. Die Gämse wurden 1913 aus den österreichischen Alpen eingeführt. Im Naturschutzplan von 2003 bis 2013 war ein 
langfristiges Ziel die Ausrottung der Gämse. Dagegen regte sich jedoch Widerstand. Im folgenden Plan, der bis 2023 gilt, wird angepeilt einen Gamsbestand von bis zu 200 Stück zu erhalten.